# Komunitní rada Brooklynu 1
Komunitní rada Brooklynu 1 (Brooklyn Community Board 1) je komunitní rada v Brooklynu v New Yorku.
Zahrnuje místní části Flushing Avenue, Williamsburg, Greenpoint, Northside a Southside. Ohraničuje ji na východě Newtown Creek a Queens, na jihu Flushing Avenue a Kent Avenue a na západě East River. Předsedou je Vincent V. Abate a správcem Gerald A. Esposito.
V roce 2000 zde žilo 160 tisíc obyvatel a její rozloha činí 13 km ².